# Harrsjön (Dorotea socken, Lappland)
Harrsjön är en sjö i Dorotea kommun i Lappland och ingår i Ångermanälvens huvudavrinningsområde. Sjön har en area på 0,306 kvadratkilometer och ligger 369,3 meter över havet.

## Delavrinningsområde
Harrsjön ingår i det delavrinningsområde (716790-148008) som SMHI kallar för Utloppet av Harrsjön. Medelhöjden är 399 meter över havet och ytan är 3,29 kvadratkilometer. Det finns inga avrinningsområden uppströms utan avrinningsområdet är högsta punkten. Vattendraget som avvattnar avrinningsområdet har biflödesordning 4, vilket innebär att vattnet flödar genom totalt 4 vattendrag innan det når havet efter 259 kilometer. Avrinningsområdet består mestadels av skog (62 procent) och sankmarker (22 procent). Avrinningsområdet har 0,31 kvadratkilometer vattenytor vilket ger det en sjöprocent på 9,4 procent.